# Kameren van Jan van Goch

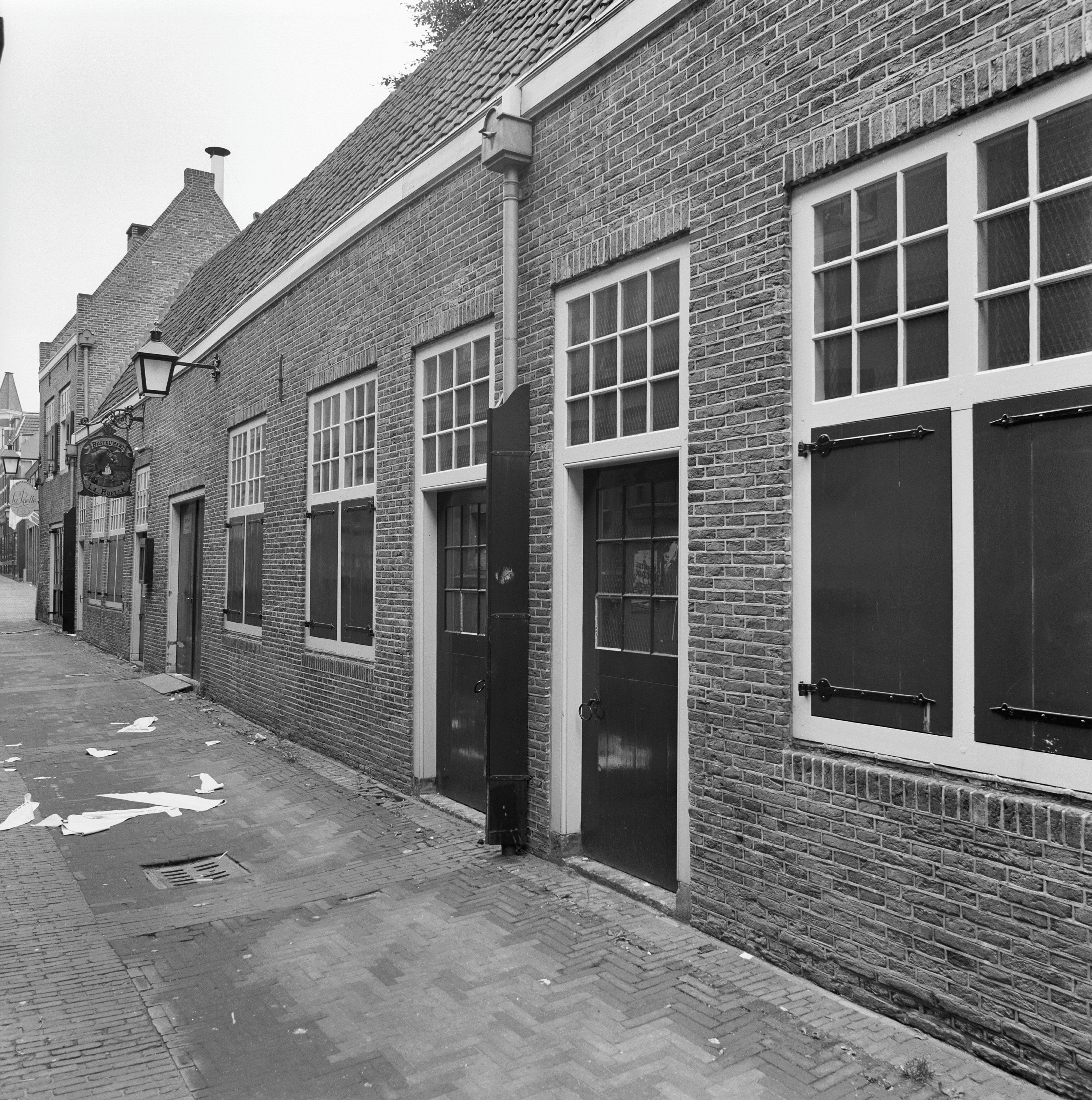
Een deel van de Kameren van Jan van Goch in 1981.

De Kameren van Jan van Goch zijn een rijksmonument in de Nederlandse stad Utrecht.

## Beschrijving
Deze vrijwoningen, zeer eenvoudige huisjes voor arme mensen, zijn gelegen in de Zakkendragerssteeg 22-40. De tien à elf huisjes zijn in 1560 gesticht door Jan van Goch. Nummer 24 telt twee bouwlagen, de overige huisjes een bouwlaag. 
In 1976 zijn de kameren verbouwd tot bedrijfsruimtes maar nog wel in zekere mate herkenbaar. De voorgevels werden daarbij gespaard. Ze worden verder beschreven door de Rijksdienst voor het Cultureel Erfgoed als voorzien van stallen en bergplaatsen.